# Ivan Uhliarik
Ivan Uhliarik (Námesztó, 1968. június 3. –) szlovák politikus, orvos, Radičová-kormány egészségügyi minisztere, a Kereszténydemokrata Mozgalom (KDH) alelnöke.

## Élete
Orvosi diplomáját 1993-ban a prágai Károly Egyetemen szerezte meg. A Kereszténydemokrata Mozgalomnak 2006 óta tagja. 2008-tól pártjának egészségügyi szakértője, 2009 óta egészségügyi és fogyasztóvédelmi alelnöke.